# Muntzenheim
Muntzenheim [muntsənaɪm] est une commune française située dans la circonscription administrative du Haut-Rhin et, depuis le 1er janvier 2021, dans le territoire de la Collectivité européenne d'Alsace, en région Grand Est.
Cette commune se trouve dans la région historique et culturelle d'Alsace.
Ses habitants sont appelés les Muntzenheimois et les Muntzenheimoise(s).

## Géographie

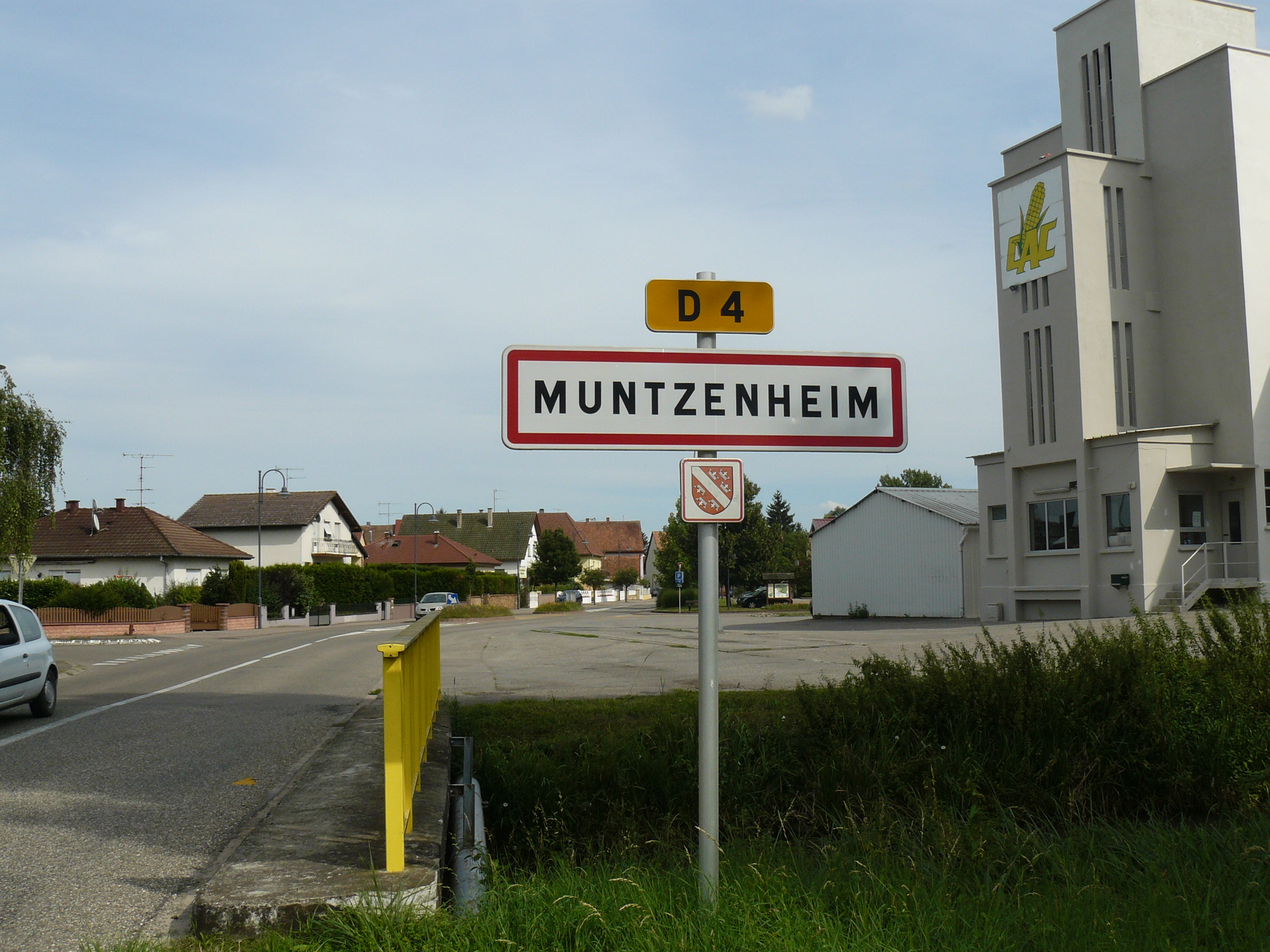
Entrée du village de Muntzenheim.

Muntzenheim fait partie du canton de Colmar-2 et de l'arrondissement de Colmar-Ribeauvillé. Les habitants sont appelés les Muntzenheimois(es).
Le village se trouve à une dizaine de kilomètres à l'est de la ville de Colmar, sur la route départementale D 111, et au sud de la région naturelle et réserve de biodiversité du Grand Ried (prés et forêt à la végétation modelés par les crues de l'ancien Rhin sauvage, avant sa canalisation). Le village est délimité au nord par le canal de Colmar.
Le village se situe au cœur de la plaine du Rhin, à mi-distance entre Strasbourg au nord (64 km) et Bâle au sud (60 km). Fribourg-en-Brisgau est à 38 km à l'est.

### Toponymie
Le village a changé de nombreuses fois de dénomination au cours du temps :
- Monesensishaim, 673 - 1re trace écrite ;
- Monizensishaim, 675 ;
- Munzenhem, 1098 (Buchardus de Munzenhem) ;
- Munzenhain, 1250 (Heinrich von Monzenhain) ;
- Munzcenheim, 1272 (Heinricum de Moncenheim) ;
- Moncenehem, 1288 ;
- Monzinheim, 1291 ;
- Moncenehm, 1293 (Conradum de Moncenehm) ;
- Munzenhein, 1294 (Rudiger von Munzenhein) ;
- Moncenhin, 1303 (Heinrici de Moncenhin) ;
- Monzenheim, 1341 (Sygfrid von Monzenhen) ;
- Montzenhin, 1393 (Guntran de Muntzenhin) ;
- La famille ayant donné son nom et ses armoiries au village s'éteint au XVe siècle ;
- Munchsheim 1576[1] ;
- Muntzenhiemh, 1588 ;
- Muntzhaim, 1640 ;
- Minchsheim, 1702[2] ;
- Monzenheim, XVIIIe siècle[3] ;
- Muntzenheim, à partir du XIXe siècle.

Les terminaisons des noms des villages alsaciens, badois et souabes en -heim, -ingen et -weiler signifiant hameau, maison, chez soi.

### Villages proches
|                        | Jebsheim    | Artzenheim   |
| Wickerschwihr          | Muntzenheim |              |
| Bischwihr, Fortschwihr | Urschenheim | Durrenentzen |

### Météo - climat
Muntzenheim, comme l'ensemble de la plaine d'Alsace, connaît un climat semi-continental.
Les hivers y sont froids et les étés sont chauds et orageux. Le fossé rhénan étant un espace étroit, fermé à l'est par la Forêt-Noire et à l'ouest par le massif des Vosges, il est à l'abri des vents. Ainsi, les Vosges freinent les vents et les intempéries venues de l'ouest et les précipitations sont peu abondantes. La majeure partie de la plaine d'Alsace reçoit moins de 700 mm d'eau par an. Muntzenheim, comme Colmar, reçoit 530 mm d'eau par an. À cause de la rareté du vent, les brouillards et les nuages bas sont fréquents. La plaine d'Alsace connaît aussi une faible durée moyenne d'ensoleillement, Colmar ne connaissant par exemple que 1 873 heures de soleil par an.

### Géologie et relief
La commune se situe au cœur de la plaine d'Alsace.
Ce fossé d'effondrement, séparant le massif des Vosges à l'ouest de celui de la Forêt-Noire à l'est, est né il y a 65 Ma à l'occasion de la surrection des Alpes. Des fissures orientées nord-sud se formèrent alors ; la partie médiane s'effondra et fut envahie par la mer à l'Éocène supérieur (vers -35 Ma) et à l'Oligocène inférieur (Rupélien, vers -30 Ma). Ceci explique la présence du grès dans les Vosges, sorte d'agrégat de sable de couleur rose ou jaune 
D'abord comblée par des dépôts marins qui recouvrirent le socle hercynien, la plaine accueillit le cours du Rhin qui y déposa ses alluvions fluviatiles, il y a un million d'années seulement.
Côté ouest du fossé, où se trouve aujourd'hui Colmar, l'épaisseur des dépôts sédimentaires augmente avec des dépôts éocènes et oligocènes issus de l'érosion des Vosges.

### Hydrographie

#### Réseau hydrographique
La commune est dans le bassin versant du Rhin au sein du bassin Rhin-Meuse. Elle est drainée par la rigole de Widensohlen, le canal de Colmar et le ruisseau la Blind,.
La rigole de Widensohlen, d'une longueur de 17 km, prend sa source dans la commune de Neuf-Brisach et se jette  dans la Blind à Jebsheim, après avoir traversé sept communes. 
Le canal de Colmar, d'une longueur de 14 km, est un canal, chenal non navigable qui relie la commune de Kunheim à Artzenheim, où il se jette dans le canal du Rhône au Rhin. 
La Blind, d'une longueur de 22 km, prend sa source dans la commune  et se jette  dans l'Ill à Muttersholtz, après avoir traversé douze communes. 

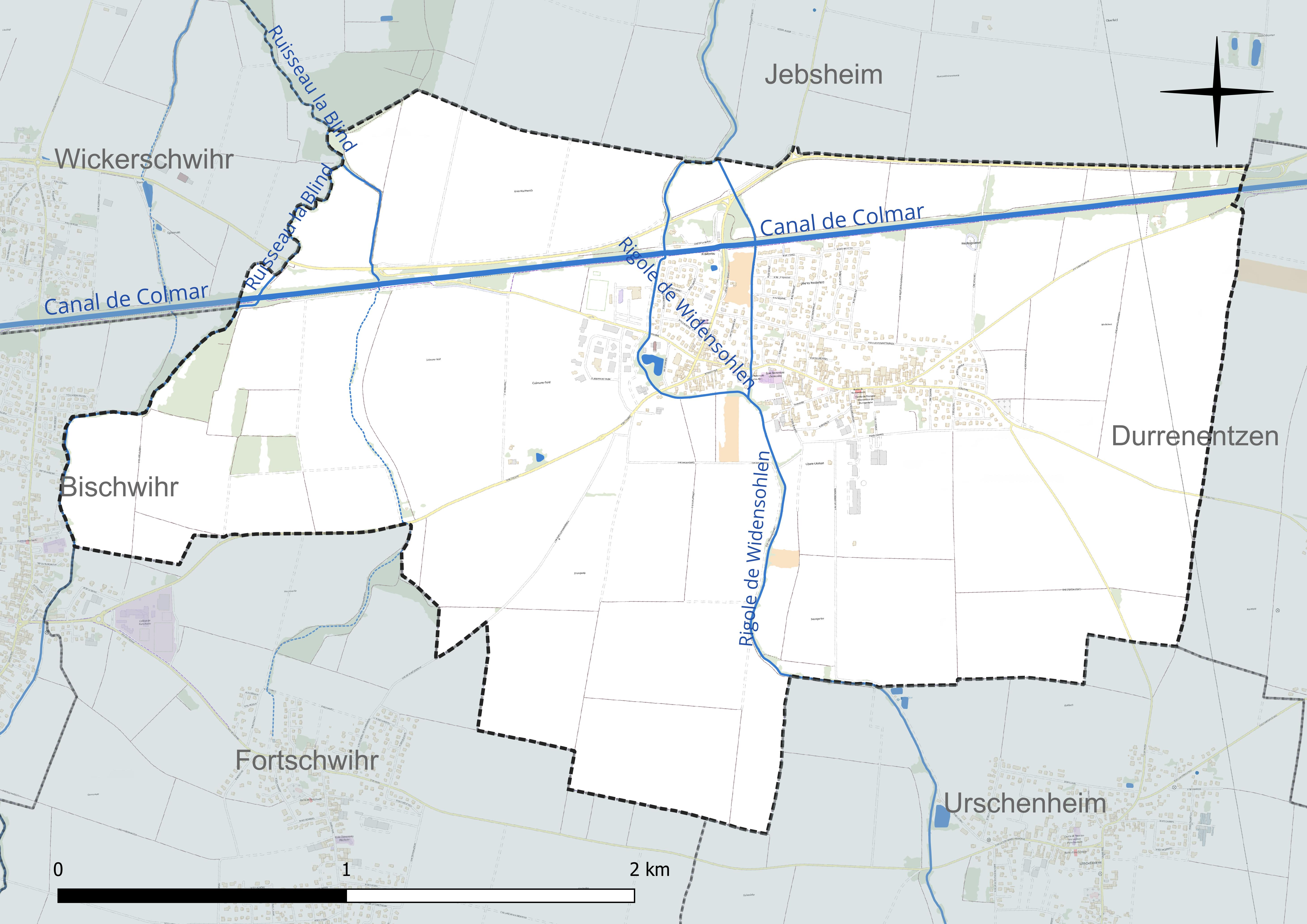
Réseau hydrographique de Muntzenheim.

Muntzenheim est située au-dessus de la nappe phréatique rhénane.Il s'agit de la plus grande nappe phréatique d'Europe. Cette nappe court de Bâle (CH) au sud à Mayence (D) au nord suit le fossé rhénan en une sorte de couloir, bloquée à l'ouest par les Vosges et à l'est par la Forêt-Noire. Accessible à faible profondeur (2 à 2,5 mètres sous le sol à Muntzenheim) et même affleurant localement, la nappe phréatique a donné naissance à des milieux naturels particuliers (Ried, sources phréatiques, forêts alluviales), mais est aussi massivement utilisée pour l'irrigation des cultures céréalières (maïs, blé..) environnantes.

#### Gestion et qualité des eaux
Le territoire communal est couvert par le schéma d'aménagement et de gestion des eaux (SAGE) « Ill Nappe Rhin ». Ce document de planification concerne la nappe phréatique rhénane, les cours d'eau de la plaine d'Alsace et du piémont oriental du Sundgau, les canaux situés entre l'Ill et le Rhin et les zones humides de la plaine d'Alsace. Le périmètre s’étend sur 3 596 km2. Il a été approuvé le 17 janvier 2005. La structure porteuse de l'élaboration et de la mise en œuvre est la région Grand Est. 
La qualité des cours d’eau peut être consultée sur un site dédié géré par les agences de l’eau et l’Agence française pour la biodiversité. 

### Climat
Pour des articles plus généraux, voir Climat du Grand Est et Climat du Haut-Rhin.
En 2010, le climat de la commune est de type climat océanique altéré, selon une étude du Centre national de la recherche scientifique s'appuyant sur une série de données couvrant la période 1971-2000. En 2020, Météo-France publie une typologie des climats de la France métropolitaine dans laquelle la commune est exposée à un climat semi-continental et est dans la région climatique  Alsace, caractérisée par une pluviométrie faible, particulièrement en automne et en hiver, un été chaud et bien ensoleillé, une humidité de l’air basse au printemps et en été, des vents faibles et des brouillards fréquents en automne (25 à 30 jours). 
Pour la période 1971-2000, la température annuelle moyenne est de 10,5 °C, avec une amplitude thermique annuelle de 17,9 °C. Le cumul annuel moyen de précipitations est de 597 mm, avec 7,7 jours de précipitations en janvier et 9 jours en juillet. Pour la période 1991-2020, la température moyenne annuelle observée sur la station météorologique de Météo-France la plus proche, « Colmar-Inra », sur la commune de Colmar à 9 km à vol d'oiseau, est de 11,3 °C et le cumul annuel moyen de précipitations est de 558,0 mm. 
La température maximale relevée sur cette station est de 39,6 °C, atteinte le 13 août 2003 ; la température minimale est de −22,5 °C, atteinte le 22 février 1986,,. 
Les paramètres climatiques de la commune ont été estimés pour le milieu du siècle (2041-2070) selon différents scénarios d'émission de gaz à effet de serre à partir des nouvelles projections climatiques de référence DRIAS-2020. Ils sont consultables sur un site dédié publié par Météo-France en novembre 2022.

## Urbanisme

### Typologie
Au 1er janvier 2024, Muntzenheim est catégorisée petite ville, selon la nouvelle grille communale de densité à sept niveaux définie par l'Insee en 2022.
Elle est située hors unité urbaine. Par ailleurs la commune fait partie de l'aire d'attraction de Colmar, dont elle est une commune de la couronne,. Cette aire, qui regroupe 95 communes, est catégorisée dans les aires de 50 000 à moins de 200 000 habitants,.

### Occupation des sols
L'occupation des sols de la commune, telle qu'elle ressort de la base de données européenne d’occupation biophysique des sols Corine Land Cover (CLC), est marquée par l'importance des territoires agricoles (88,1 % en 2018), en diminution par rapport à 1990 (92,5 %). La répartition détaillée en 2018 est la suivante : terres arables (88,1 %), zones urbanisées (11,9 %). L'évolution de l’occupation des sols de la commune et de ses infrastructures peut être observée sur les différentes représentations cartographiques du territoire : la carte de Cassini (XVIIIe siècle), la carte d'état-major (1820-1866) et les cartes ou photos aériennes de l'IGN pour la période actuelle (1950 à aujourd'hui).

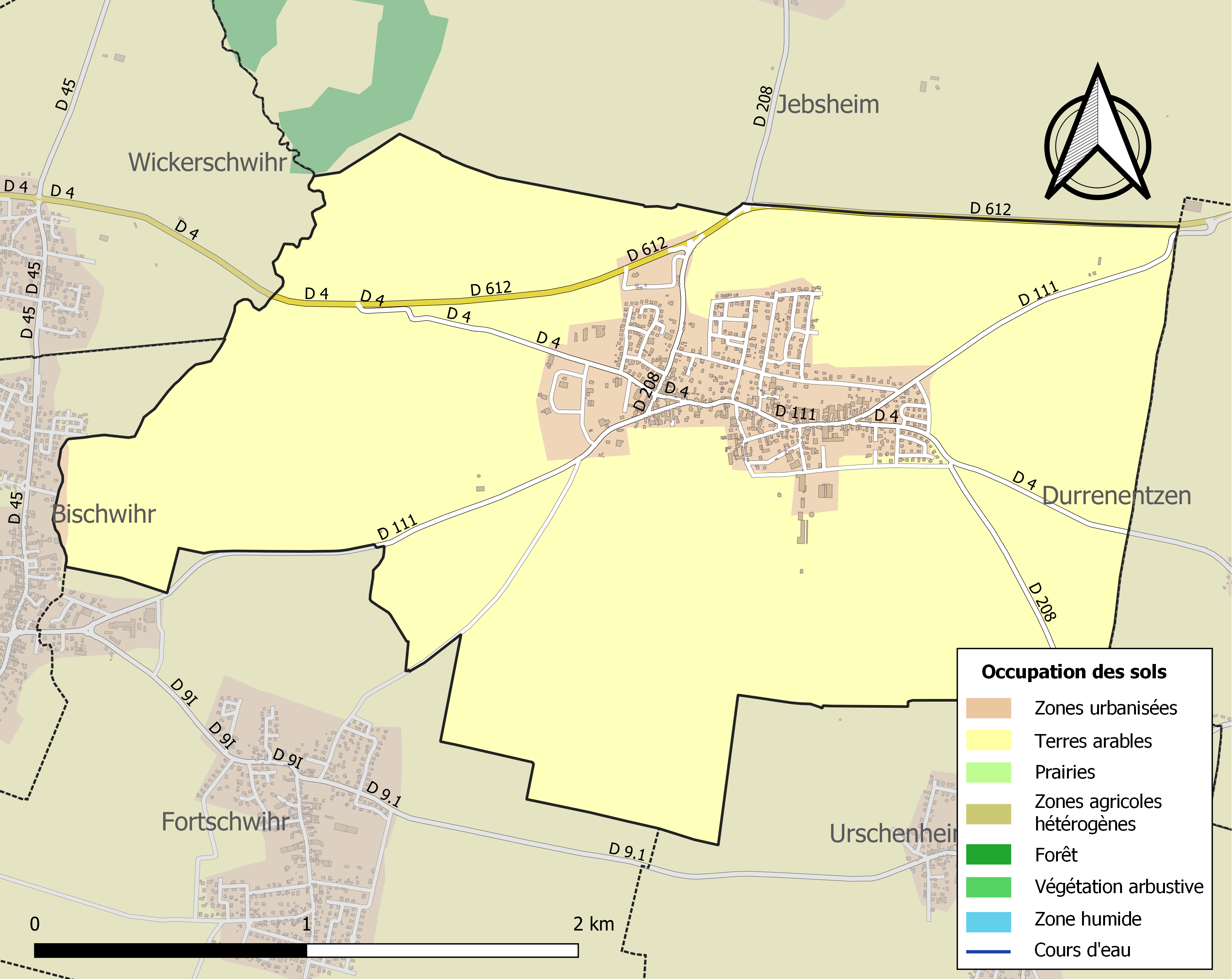
Carte des infrastructures et de l'occupation des sols de la commune en 2018 (CLC).

## Histoire
Les plus vieux vestiges dégagés consistent en un tumulus celte ouvert le 22 mars 1892 à l’ouest du village près de la Blind.
Il est attribué à l’époque de Hallstatt et de la Tène (âge du fer). Des ossements, des tessons ainsi qu’un morceau de tuile romaine y ont été trouvés.
Les origines du village sont mal connues, il semblerait que l'église actuelle ait été construite sur les fondements d’une maison romaine (la maison de Munzini ou de Munzo), un franc fondateur du village
Muntzenheim entre dans l'histoire écrite à l'époque mérovingienne par une charte de l'abbaye de Munster datée du 4 mars 673.
Le roi des Francs Childéric II y confirme au duc Adalric et au comte Robert qu’il a donné à l’abbé Valedius et au monastère de Munster des terres, des serfs et des biens situés en plaine à Ohnenheim et Muntzenheim.
Le nom de l'agglomération est alors orthographié « Monesensishaim ». Muntzenheim fait alors partie du fisc royal. Une tombe de cette époque a livré au XIXe siècle quatre pièces d'orfèvrerie.
Au Xe siècle, le village passe aux mains des comtes de Horbourg. L'abbaye d'Erstein (Bas-Rhin) y fonde une cour domaniale en 1323.
Vers 1324, Muntzenheim est vendu avec l'ensemble des revenus, biens et servages aux comtes de Wurtemberg. Dès 1329, Ulrich de Wurtemberg engage les revenus du village auprès des Ribeaupierre : son successeur Eberhard II leur préfère les seigneurs de Rathsamhausen en 1366, puis les Ribeaupierre reviennent en 1400. Entre les XIVe et XVIe siècles, les deux familles se partagent la jouissance du village.
Entre 1544 et 1548, les Wurtemberg introduisent la Réforme luthérienne, de même que sur les autres terres leur appartenant, ce qui explique que le village a depuis le XVe siècle été une commune majoritairement de confession protestante, selon la coutume qui voulait que la religion du prince soit aussi celle de son royaume et de ses sujets.
Cet usage est d'ailleurs confirmé en 1555 à Augsbourg et en Bavière, là même où avait été énoncée en 28 articles la profession de foi luthérienne en 1530.
Dans les années 1680, la paroisse subit, avec l'arrivée des intendants, la loi du Simultaneum, mais la population reste majoritairement protestante. Le curé catholique ne résiste pas à la Révolution : prêtre réfractaire, François-Joseph Broly est arrêté en 1793, puis exilé à Quiberon, d'où il est emmené à Cayenne. Personne ne l'a remplacé depuis.
Étant en Alsace, le village devient allemand durant la période du Reichsland (1871-1918) puis lors de l'occupation nazie (1940-1945).
Muntzenheim sera libérée le 31 janvier 1945, lors des combats de la poche de Colmar par la 5e division blindée française.

### Héraldique
| Blason de Muntzenheim | Les armes de Muntzenheim se blasonnent ainsi : « Parti, au premier de sinople au soleil non figuré d'or, au second d'argent à la barre de gueules. » |

Les armoiries de la famille de Munzenheim au XIIe siècle étaient dénommées ainsi : « Parti, au premier de sinople, au second d'argent à la barre de gueules. ».
Le « soleil non figuré d'or » n'a été adopté officiellement qu'en 1978.
Selon le dictionnaire de Baquol & Ristelhuber, la marque du village au XIXe siècle aurait été une roue.

## Politique et administration

### Finances locales
Cette sous-section présente la situation des finances communales de Muntzenheim.
Pour l'exercice 2013, le compte administratif du budget municipal de Muntzenheim s'établit à  984 000 € en dépenses et 620 000 € en recettes :
En 2013, la section de fonctionnement se répartit en 427 000 €  de charges (371 € par habitant) pour 606 000 € de produits (528 € par habitant), soit un solde de 180 000 € (156 € par habitant), :
- le principal pôle de dépenses de fonctionnement est celui des charges de personnels[Note 6] pour une valeur de 156 000 € (37 %), soit 136 € par habitant, ratio inférieur de 47 % à la valeur moyenne pour les communes de la même strate (255 € par habitant). En partant de 2009 et jusqu'à 2013, ce ratio fluctue et présente un minimum de 99 € par habitant en 2010 et un maximum de 136 € par habitant en 2013 ;
- la plus grande part des recettes est constituée des impôts locaux[Note 7] pour une valeur totale de 208 000 € (34 %), soit 181 € par habitant, ratio inférieur de 51 % à la valeur moyenne pour les communes de la même strate (366 € par habitant). Sur la période 2009 - 2013, ce ratio fluctue et présente un minimum de 157 € par habitant en 2010 et un maximum de 181 € par habitant en 2013.

Les taux des taxes ci-dessous sont votés par la municipalité de Muntzenheim. Ils ont varié de la façon suivante par rapport à 2012 :
- la taxe d'habitation constante 10,35 % ;
- la taxe foncière sur le bâti sans variation 7,00 % ;
- celle sur le non bâti égale 41,31 %.

La section investissement se répartit en emplois et ressources. Pour 2013, les emplois comprennent par ordre d'importance :
- des dépenses d'équipement[Note 9] pour une valeur totale de 516 000 € (93 %), soit 449 € par habitant, ratio supérieur de 21 % à la valeur moyenne pour les communes de la même strate (370 € par habitant). En partant de 2009 et jusqu'à 2013, ce ratio fluctue et présente un minimum de 126 € par habitant en 2012 et un maximum de 512 € par habitant en 2009 ;
- des remboursements d'emprunts[Note 10] pour un montant de 40 000 € (7 %), soit 35 € par habitant, ratio inférieur de 50 % à la valeur moyenne pour les communes de la même strate (70 € par habitant).

Les ressources en investissement de Muntzenheim se répartissent principalement en :
- aucune somme au titre des fonds de Compensation pour la TVA. En partant de 2009 et jusqu'à 2013, ce ratio fluctue et présente un minimum de 0 € par habitant en 2013 et un maximum de 139 € par habitant en 2009 ;
- aucune nouvelle dette.

L'endettement de Muntzenheim au 31 décembre 2013 peut s'évaluer à partir de trois critères : l'encours de la dette, l'annuité de la dette et sa capacité de désendettement :
- l'encours de la dette pour une somme de 642 000 €, soit 559 € par habitant, ratio inférieur de 18 % à la valeur moyenne pour les communes de la même strate (682 € par habitant). Pour la période allant de 2009 à 2013, ce ratio diminue de façon continue de 759 € à 559 € par habitant[A2 5] ;
- l'annuité de la dette pour une valeur totale de 73 000 €, soit 63 € par habitant, ratio inférieur de 34 % à la valeur moyenne pour les communes de la même strate (95 € par habitant). En partant de 2009 et jusqu'à 2013, ce ratio diminue de façon continue de 70 € à 63 € par habitant[A2 5] ;
- la capacité d'autofinancement (CAF) pour un montant de 181 000 €, soit 157 € par habitant, ratio inférieur de 16 % à la valeur moyenne pour les communes de la même strate (187 € par habitant). Sur la période 2009 - 2013, ce ratio fluctue et présente un minimum de 157 € par habitant en 2013 et un maximum de 217 € par habitant en 2012[A2 6]. La capacité de désendettement est d'environ 3 années en 2013. Sur une période de 14 années, ce ratio est constant et faible (inférieur à 4 ans)

## Population, société, vie
L'évolution du nombre d'habitants est connue à travers les recensements de la population effectués dans la commune depuis 1793. Pour les communes de moins de 10 000 habitants, une enquête de recensement portant sur toute la population est réalisée tous les cinq ans, les populations de référence des années intermédiaires étant quant à elles estimées par interpolation ou extrapolation. Pour la commune, le premier recensement exhaustif entrant dans le cadre du nouveau dispositif a été réalisé en 2006.

En 2022, la commune comptait 1 281 habitants, en évolution de +4,32 % par rapport à 2016 (Haut-Rhin : +0,66 %, France hors Mayotte : +2,11 %).
| 1793 | 1800 | 1806 | 1821 | 1831 | 1836 | 1841 | 1846 | 1851 |
| ---- | ---- | ---- | ---- | ---- | ---- | ---- | ---- | ---- |
| 421  | 404  | 502  | 567  | 620  | 611  | 587  | 612  | 547  |

| 1856 | 1861 | 1866 | 1871 | 1875 | 1880 | 1885 | 1890 | 1895 |
| ---- | ---- | ---- | ---- | ---- | ---- | ---- | ---- | ---- |
| 486  | 519  | 512  | 525  | 508  | 506  | 467  | 486  | 493  |

| 1900 | 1905 | 1910 | 1921 | 1926 | 1931 | 1936 | 1946 | 1954 |
| ---- | ---- | ---- | ---- | ---- | ---- | ---- | ---- | ---- |
| 450  | 430  | 426  | 415  | 422  | 416  | 415  | 343  | 354  |

| 1962 | 1968 | 1975 | 1982 | 1990 | 1999 | 2006  | 2011  | 2016  |
| ---- | ---- | ---- | ---- | ---- | ---- | ----- | ----- | ----- |
| 366  | 411  | 527  | 844  | 860  | 912  | 1 013 | 1 123 | 1 228 |

| 2021  | 2022  | - | - | - | - | - | - | - |
| ----- | ----- | - | - | - | - | - | - | - |
| 1 283 | 1 281 | - | - | - | - | - | - | - |

Muntzenheim est incluse dans l'aire urbaine de centre Alsace, agglomérat de 40 communes pour 127 625 habitants, polarisé autour de la ville de Colmar.
La situation géographique de Muntzenheim en fait un lieu démographiquement dynamique.
La population a connu une évolution significative ces 30 dernières années. Les maires successifs ont en effet encouragés la construction de logements neufs et de nouveaux quartiers. La commune a donc récemment acquis une fonction résidentielle importante.
La population active est composée de 42 % d’ouvriers. Près de 70 % des actifs migrent quotidiennement vers leur lieu de travail, essentiellement vers Colmar et vers les zones industrielles de Kunheim et de Biesheim. La commune est pourtant le berceau d'un tissu économique local non négligeable en grande partie grâce à sa situation géographique. Le village ne prend en effet quelque importance que lorsqu'on le considère dans l’ensemble de son canton, celui d’Andolsheim, ou dans l’ensemble de la Communauté de communes du pays du Ried Brun. Dans les deux cas, il occupe une position centrale.
La présence de l'Espace du Ried Brun (salle de spectacle de 600 m2 capable d'accueillir 420 spectateurs assis, et muni d'un hall modulaire de 200 m2), d'une salle des fêtes, de nombreux commerces de proximité et petites entreprises, d'une école maternelle et élémentaire, d'un cabinet médical, d'une pharmacie, d'une poste, d'un Centre des Finances Publiques, d'une caserne de pompier, d'un Centre Communal d'Actions Sociales, et de nombreuses associations sportives et culturelles font de Muntzenheim un village dynamique.
De nombreuses manifestations sportives ou culturelles jalonnent la vie du village.
Un verger conservatoire communal, anciennement alloué au pasteur de la commune est situé à quelques centaines de mètres au sud du village.

## Associations
- Association Loisirs et Culture (ALC)
- Amicale des donneurs de sang
- Amicale des Sapeurs Pompiers
- Association de pêche
- Association des anciens combattants
- Association Football Réuni
- Association les « Selwerleckla »
- Association sportive de marche
- Gymnastique volontaire
- Société de Musique
- Association Culture, Sports et Loisirs de Muntzenheim et Environ (ACSLME)

## Lieux et monuments

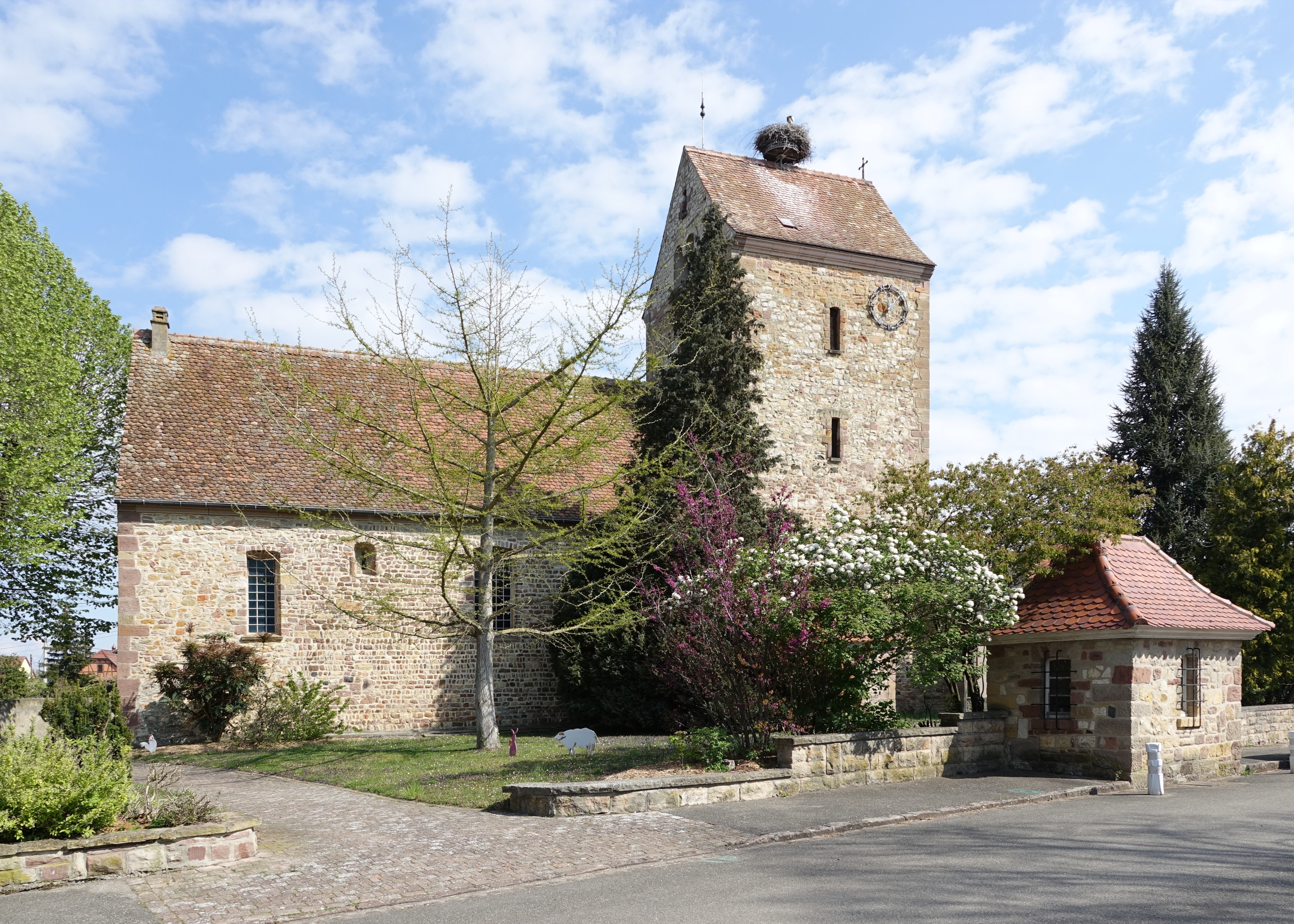
Église Saint-Urbain (XIe siècle).

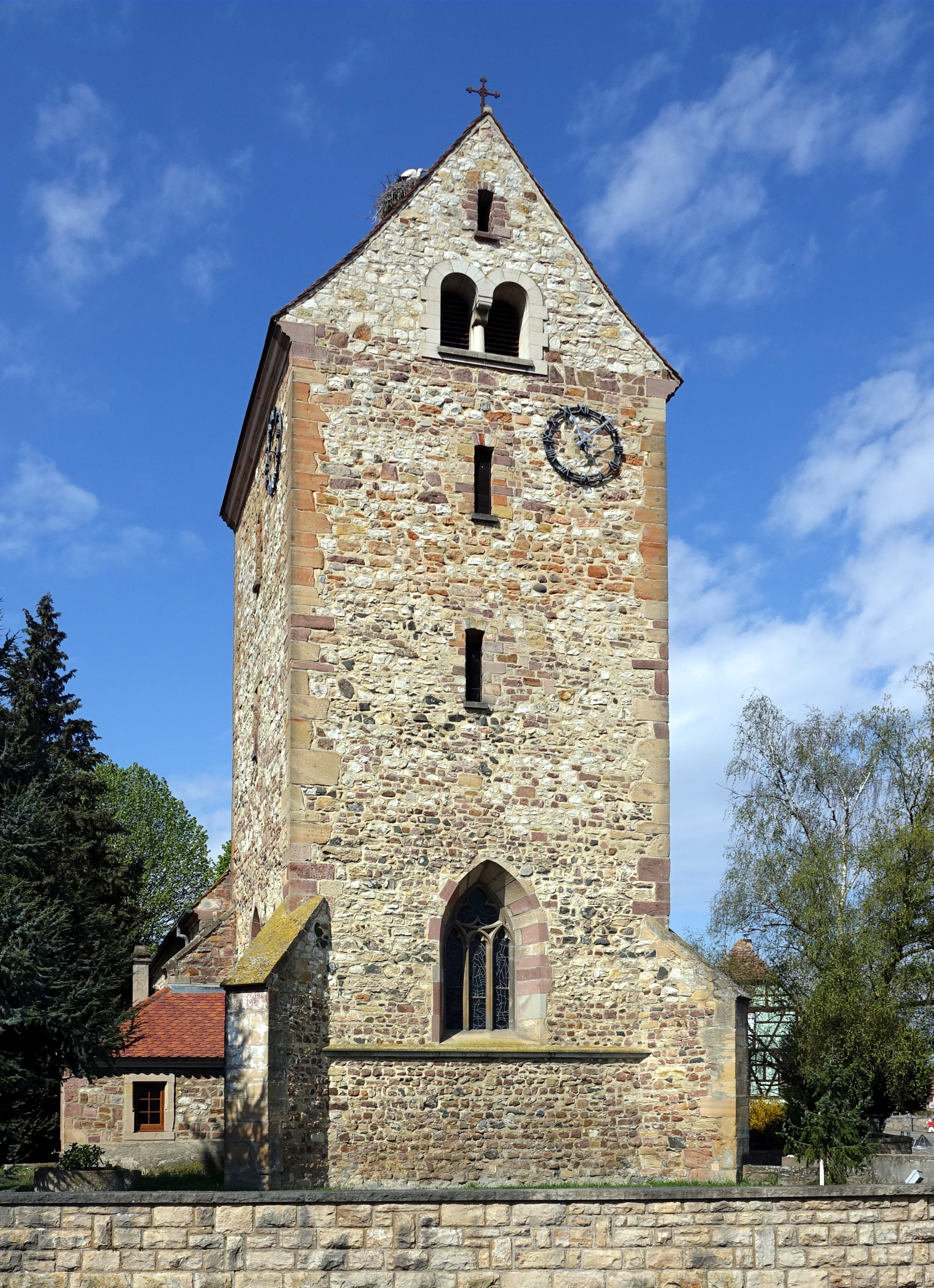
Façade de l'église Saint-Urbain.

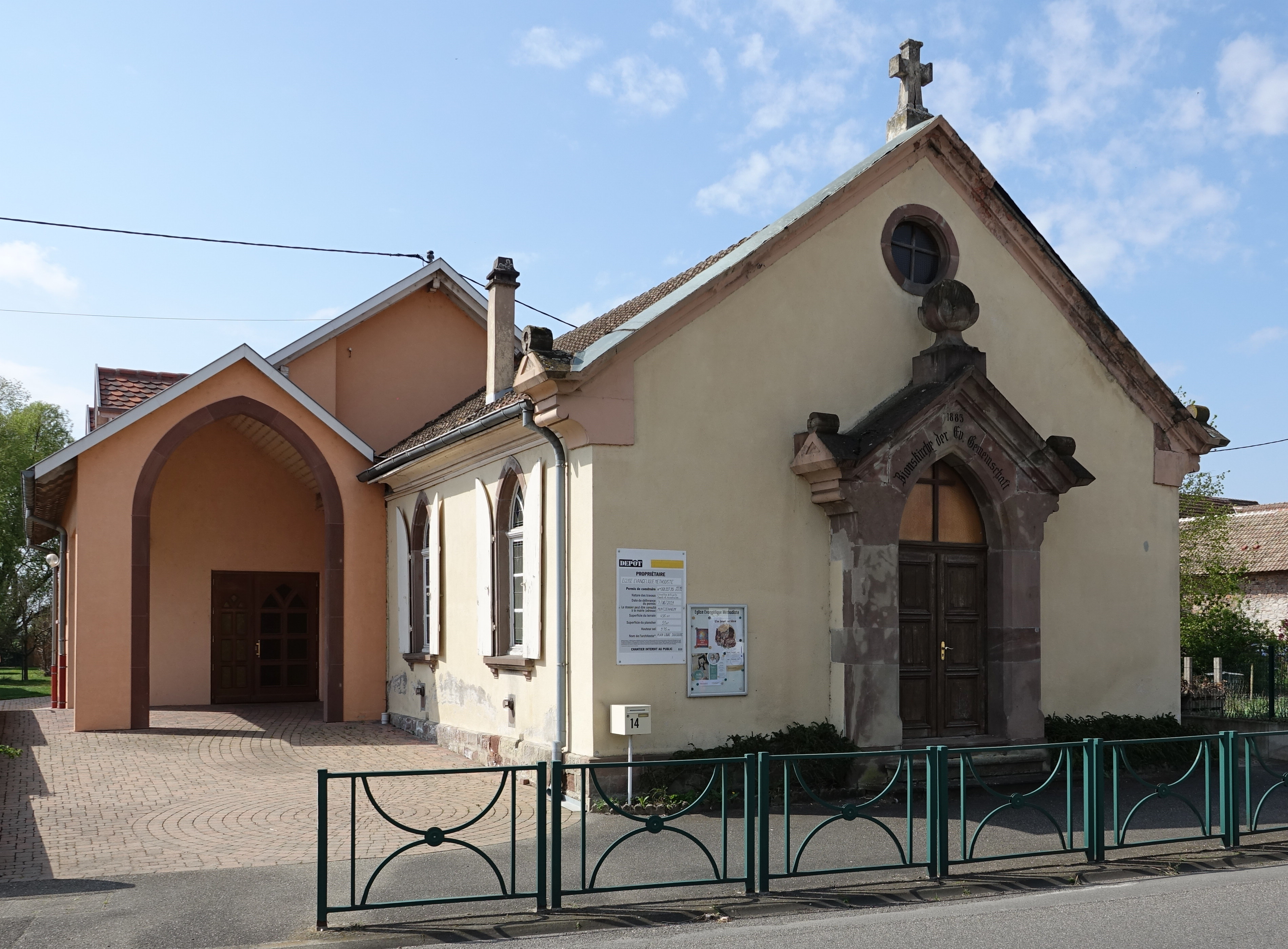
Église évangélique méthodiste (1885).

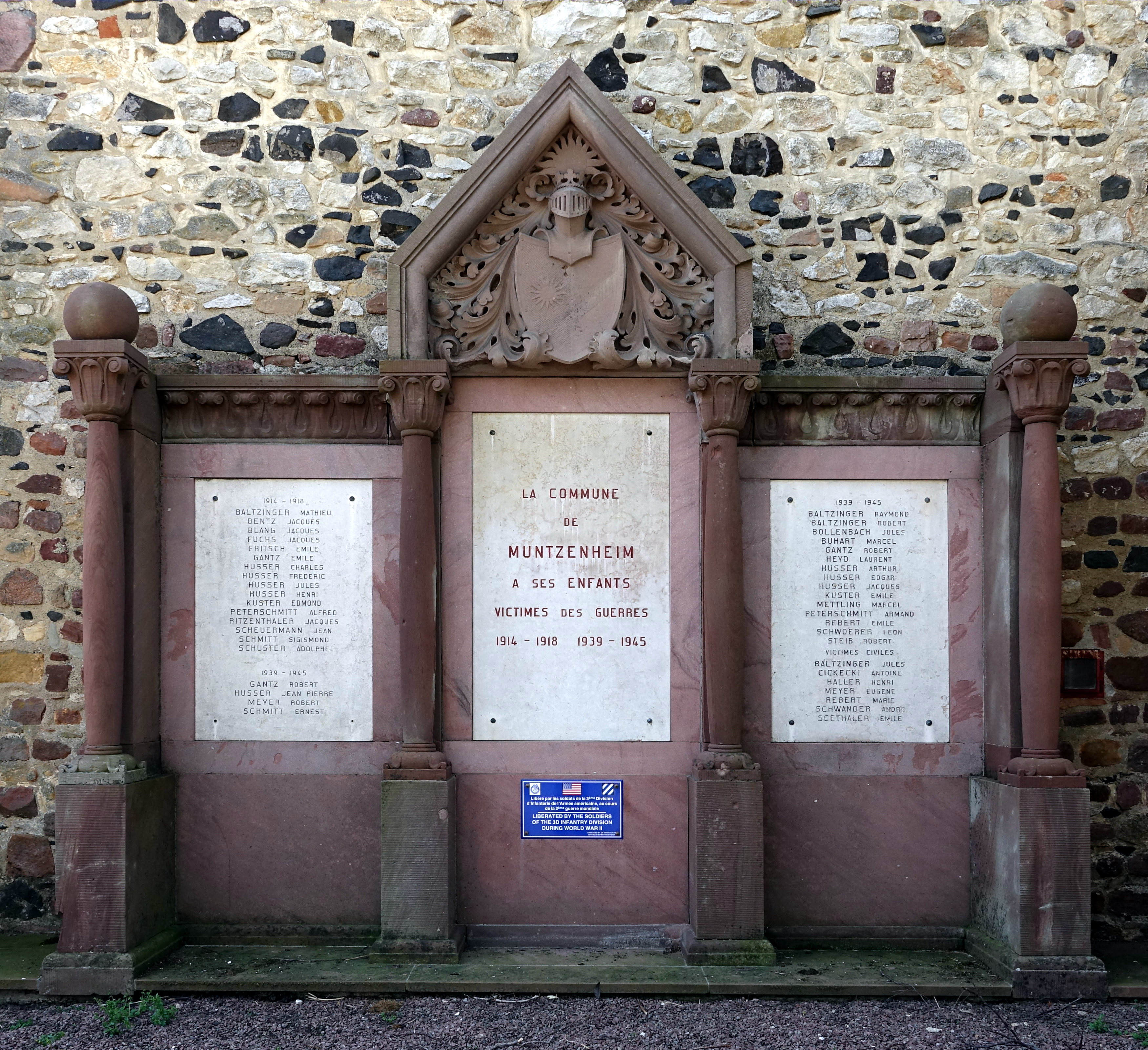
Monument aux morts de Muntzenheim.

### Église Saint-Urbain
Église à nef unique plafonnée à trois travées de fenêtres. Tour-chœur à trois niveaux couverte d'un toit en bâtière, le rez-de-chaussée est voûté d'ogives retombant sur des culots (dont trois sont sculptés de têtes humaines), la clé de voûte circulaire est sculptée en bas-relief d'un agneau pascal (rappelant celui de la statue de saint Jean Baptiste de la chapelle Sainte-Catherine de la cathédrale de Strasbourg). La sacristie de plan carré adossée au mur gouttereau nord.
L'église de Muntzenheim dédiée aujourd'hui à saint Urbain est construite sur le point le plus élevé du village.
Les murs sont en petites pierres de grès jaune à « chainage en pierres taillées » dans les angles, typique des constructions du Moyen Âge et flanquées de quatre contreforts à chaperon chanfreiné (deux sont visibles sur la 2e photo au pied du mur en biais).
L'édifice du XIe siècle est de style roman. L'église paroissiale Saint-Urbain est mentionnée pour la première fois en 1302.
Au XIVe siècle, l'édifice est enrichi d'une tour-chœur de type roman avec un toit en bâtière.
Le clocher-chœur gothique de l'église était destiné à servir de refuge durant les guerres, son premier étage étant accessible depuis les combles de la nef par une porte verrouillable grâce à une poutre coulissante dans des guides creusés dans l'épaisseur des murs fortifiés du clocher.
La Réforme fut introduite entre 1544 et 1548 par les ducs de Wurtemberg. Le 1er août 1687, le culte catholique y fut réintroduit, d'abord administré par le jésuite Bernard Rissen, elle le sera à partir de 1718(?) par un curé royal. D'après des travaux historiques, en 1782, le curé François-Joseph Broly, curé de Muntzenheim de 1775 à 1793(?), fit agrandir la nef d'une travée, percer de nouvelles fenêtres (celles existantes), et peut-être ériger la petite sacristie. Il procéda à une restauration intérieure, en installant une tribune supportant un orgue (disparu aujourd'hui) de Langes, et fit mettre en place un nouvel autel (disparu également) et commanda une peinture de St Urbain au peintre Colmarien Brenle (mais signé du commeanditaire « Bro(h)ly C. »). En mauvais état aujourd'hui.
Des réfections du bâtiment furent faites en 1857 et 1905-1906 et achevée en 1907 pour un montant global de 15 000 francs (achat de l'orgue compris).
À la suite des bombardements aériens du 25 janvier 1945 (Réduction de la Poche de Colmar), l'église a nécessité différentes réparations effectués par l'architecte colmarien Jules Ehny : remplacement de la charpente, reconstruction ou remontage des pignons est et ouest de la tour, remplacement des baies jumelées par des copies de style néo-roman, reprises des murs de soutènement de l'ensemble des autres ouvertures de la tour.
Lors des restaurations de 1954 et 1960, l'église perd son crépi et retrouve son aspect primitif.
Une dernière restauration cosmétique intérieure fut faite en 1974.
Les registres paroissiaux, baptêmes (catholique) disponibles les plus anciens remontent à 1689. Pour sépulture 1690.
Les registres paroissiaux, baptêmes (protestant) disponibles les plus anciens remontent à 1561. Pour sépulture 1563.
À remarquer :
- La pierre tombale en grès rose (décor en bas-relief) du 4e quart du XVIIe siècle (classée monument historique) de Jean-Jacques Walther (1638-1692), pasteur du village de 1661 à 1663, puis et jusqu'à sa mort, ancien prédicateur Protestant (vicaire) à la cour des Wurtemberg à Montbéliard. La pierre tombale ne se trouve plus aujourd'hui à l'extérieur de l'église mais à l'intérieur de l'église, dans le chœur.
- Pierre tombale ancienne du XIXe siècle en gré de l'ancien cimetière adossé au mur de séparation côté ouest de l'église.
- Muntzenheim est l'une des quelque cinquante localités d'Alsace dotées d'une église simultanée[31]. Elle a été classée monument historique en 1898.
- Lors de la restauration du début du siècle, des peintures monumentales avaient été découvertes dans le chœur (œuvre disparue).

### Église Évangélique Méthodiste - Temple de Sion (1883)
L'Église Évangélique Méthodiste de Muntzenheim est une association cultuelle inscrite au registre des associations auprès du Tribunal d'Instance de Colmar, se basant sur les principes de foi de l'Église Méthodiste de France et est en communion de foi avec les Églises Protestantes Evangéliques issues de la Réforme du XVIe siècle et du réveil religieux du XVIIIe connu sous le nom de Méthodisme. Elle fait partie de L'Union des Églises Evangéliques Méthodistes de France (UEEMF), de la Fédération Protestante de France (FPF) et du Conseil National des Evangéliques de France (CNEF).
- 1883 : Inauguration de la chapelle
- 1924 : Création de l'association
- 1969 : Inauguration d'une petite salle annexe
- 2006 : Après la démolition de la petite salle annexe, inauguration de l'agrandissement de la chapelle.

### Presbytère protestant
Au "28 rue Arrière".
Installation récente dans un ancien corps de ferme rénové.

### Ancien tribunal cantonal et prison
Situés à l'actuel "26 rue Arrière".
Une imposante bâtisse (détruite début 1945) à servi de tribunal cantonal jusqu'a sa fermeture en 1871, date de l'annexion par les Allemands des départements d'Alsace et de Moselle.
Jusqu'en 1870, à la veille de l’annexion de l’Alsace par l’Allemagne, il existait une justice de paix par canton. Muntzenheim était dans le canton d'Andolsheim.
En vertu de la loi et de l’ordonnance impériale du 14 juillet 1871, les justices de paix (Friedensgerichte) sont maintenues, mais leurs nombres sont diminués par regroupement, d'où la fermeture d'un certain nombre.
Le tribunal cantonal de Muntzenheim est un de ceux fermés, la batisse est reconvertie en simple habitation.
Celle-ci sera détruite lors de la bataile de la poche de Colmar le 29 janvier 1945 par des obus, ainsi que le presbytère et l'école toute proche. Seules subsistèrent la grange à l'arrière et une buanderie/distillerie qu'un juge de paix avait judicieusement fait édifier de l'autre côté de la rue.
Début des années 2000, la bâtisse construite après guerre (une maison avec un atelier de menuiserie au Rdc) a été acquise par de nouveaux propriétaires qui ont rénové progressivement les lieux.
Adossé à la salle paroissiale on peut aujourd'hui voir un petit bâtiment, avec les trois portes des cellules de la prison qui était utilisée pour l'attente de transfert des prévenus vers Colmar (c'est une propriété privée).

### Habitations / Patrimoine
Plusieurs fermes anciennes dites "a colombages" traditionnelles témoignent du riche passé agricole du village.

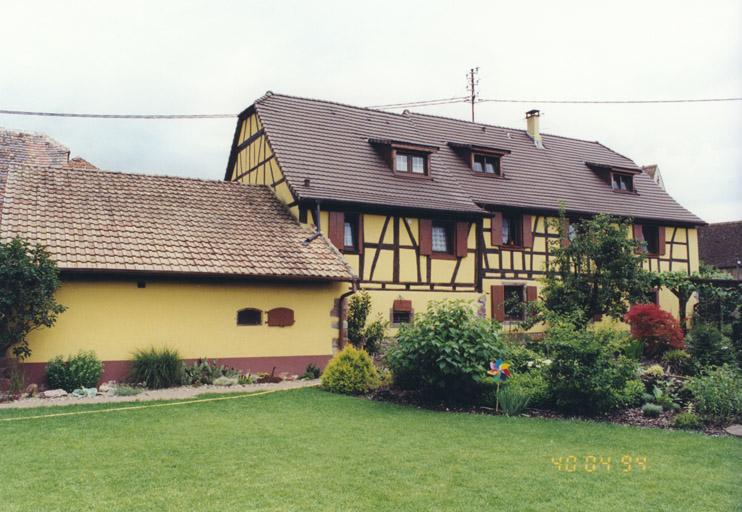
Ferme, 23 rue Principale.

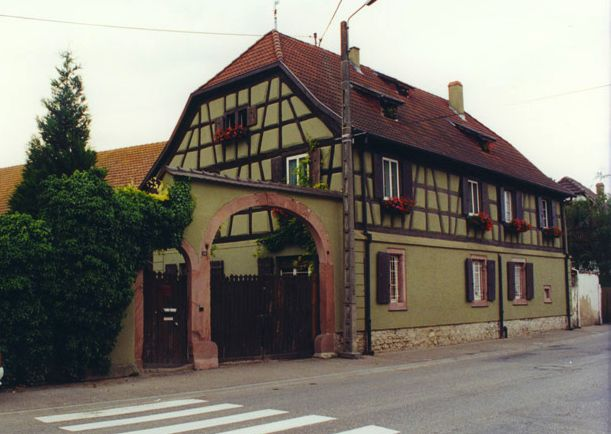
Ferme, 26 rue Principale.

- 14 rue Principale : ferme à colombages, 2e moitié du XVIIIe siècle. Seul le logis ancien subsiste. Certaines ouvertures ont été repercées. Un hangar ainsi qu'un cellier ont été construits au courant du XIXe siècle (ils ne figurent pas sur le cadastre napoléonien). La margelle monolithe du puits a été déplacée.
- 23 rue Principale : ferme du XVIIIe siècle, dont le portail a été construit en 1734 par un commanditaire aux initiales (inscription gravée sur la clé de cintre de la porte charretière) : « D. N. O. ». Le logis a été construit au courant du XVIIIe siècle et remanié ultérieurement, au cours de la dernière restauration des chiens assis ont été ajoutés sur la toiture. L'étable a été reconstruite en 1870 par Martin Husser et Madeleine Peter (inscription gravée et peinte sur le poteau cornier).
- 26 rue Principale : ferme du 1er quart du XIXe siècle, au rez-de-chaussée en maçonnerie et étage a colombages, construite en lieu et place de deux autres fermes plus petites (voir cadastre napoléonien). Le portail a été construit en 1812 par des commanditaires aux initiales (clé de cintre de la porte charretière) : « S. M. R. L. / L. V. ». Le logis date très vraisemblablement de la même période. La porte de jardin a été élevée en 1826 par un commanditaire aux initiales : « S. L. R. ». Ferme bien conservée. Le logis a été restauré (enduit et toiture). L'emblème de propriété est une herse.
- 28 rue Principale : grande ferme à cour ouverte, logis gouttereau sur rue, comprenant un rez-de-chaussée en maçonnerie et un étage carré en pan de bois ainsi que deux niveaux de stockage sous la charpente, couvert d'un toit à deux demi-croupes. Ferme ayant eu pour fonction au XVIIIe siècle de cour dîmière (renseignement oral) dont le logis a été construit en 1728 par un commanditaire aux initiales : « E. R. ». L'ancienne grange dîmière a été détruite, après-guerre, lors d'un incendie accidentel, elle aurait été datée 1712. Il n'y a plus de dépendances anciennes. Le pan de bois du logis a connu différentes transformations structurelles.
- 32 rue Principale : Ancienne ferme à colombage à cour ouverte. Sur le logis, un millésime partiellement lisible est gravé dans le poteau cornier (au niveau de l'étage) qui est des années 1830. Il vient d'être restauré. Le pan de bois de l'étage du pignon ouest a été remplacé en sous-œuvre par de la maçonnerie.
- 35 rue Principale : grande ferme à cour ouverte du début du XVIIIe siècle, logis pignon sur rue, comprenant un rez-de-chaussée en maçonnerie et un étage carré en pan de bois ainsi qu'un niveau de stockage sous la charpente ; couvert d'un toit à deux demi-croupes. Dans son prolongement une dépendance en pan de bois à fonction indéterminée dont le pignon nord est un mur coupe feu. Un hangar. Vers le nord la parcelle est fermée par une grande grange entièrement en maçonnerie. Vers l'est l'étable en maçonnerie et pan de bois, à laquelle on a rajouté des auvents sur poteaux sur le gouttereau sur cour et le pignon sud. Ferme ancienne, deux pierres datées sont scellées, sans doute remployées, dans le mur de clôture. La première est gravée : « G. F. G. / 1727 / 1736 ». La seconde est gravée : « M. H. (?) / S. K. / 1778 ». Le linteau du chambranle de la porte du logis est daté 1832 et il est accompagné des initiales : « J. M. [...] ». D'après le cadastre napoléonien, la disposition des différents bâtiments est exactement la même que de nos jours. Cette ferme a quelques particularités, c'est la seule à avoir un logis entièrement en maçonnerie ainsi qu'une grange construite dans le même matériau. Il est donc fort possible que certains d'entre eux furent reconstruits exactement aux mêmes endroits mais aussi sur les mêmes plans. Le logis pourrait dater du XVIIIe siècle et avoir été agrandi au XIXe siècle, transformation de l'étage en pan de bois en maçonnerie.
- 36 rue Principale : ferme du 4e quart du XVIIIe siècle, au rez-de-chaussée en maçonnerie et étage a colombages, dont l'étable a été construite en 1763 par des commanditaires aux initiales (cartouche gravé sur l'un des poteaux) : « M. H. / A. M. O. » mais remaniée à une date indéterminée. Le portail a été élevé en 1791 par un commanditaire aux initiales (clé de cintre de la porte charretière) : « H. R. ». Le logis a été construit à la même époque, l'escalier intérieur est daté 1792. La dépendance contenant les remises et le logement secondaire a été certainement construit vers 1791-1792, le pignon semble avoir été repris postérieurement en maçonnerie. Des transformations ont été faites en 1913 (ajout d'un escalier extérieur permettant d'accéder à l'étage par le pignon est). Les autres dépendances sont modernes. L'emblème de propriété est une sorte d'échelle dont les montants supérieurs sont reliés.
- 18 rue Arrière : ferme du 3e quart du XVIIIe siècle, dont le logis aurait été construit en 1774 (renseignement oral du propriétaire, la date aurait été peinte autrefois sur la façade), tandis que le portail, le puits et l'abreuvoir furent mis en place en 1784, la clé de cintre de la porte charretière est gravée de l'inscription suivante : « C. H. / S. R. 1784 ». La grange date de l'une ou de l'autre de ces périodes de construction, une pierre remployée est scellée dans le mur pignon, elle est gravée : « 1774 M. R. / S. O. ». Le reste des dépendances, à savoir l'ancienne petite étable et le fenil faisant office de buanderie date du XIXe siècle (elle obture partiellement l'ancienne loggia). La ferme est la propriété en 1912 de Jacques Feuerbach (il a gravé son nom sur le puits et la clé de cintre de la porte piétonne). Les autres dépendances sont des reconstructions du milieu du XXe siècle, probablement après la Seconde Guerre mondiale.
- 20 rue Arrière : ferme du 2e quart du XIXe siècle, dont l'étable a été construite en 1762 par des commanditaires aux initiales (cartouche gravé sur le poteau cornier) : « M. R. D. / A. B. ». La porte menant au potager a été élevée en 1789 par des commanditaires aux initiales : « A. R. / B. K. ». Le logis a été bâti en 1833 par un commanditaire aux initiales : « M. B. ». La grange est moderne. L'adjonction du cellier ne date certainement que du XIXe siècle. Le logis secondaire doit être contemporain du logis. L'emblème de propriété est une croix grecque avec 4 points dans les angles.
- 24 rue Arrière : ferme dont le logis a été bâti vraisemblablement au courant de la 2e moitié du XVIIIe siècle. Les dépendances subsistantes (grange, un hangar et une buanderie) datent de la fin du XIXe siècle ou du début XXe siècle. À l'intérieur du logis, l'escalier menant à l'étage est daté 1859 et est gravé du nom de son commanditaire : « Jean G. Balsinger » (proche de celui de la ferme 154, Grand'rue à Horbourg-Wihr). Quelques transformations structurelles ont été faites, comme le percement de nouvelles fenêtres au logis.
- Le mobilier de l'église-temple Saint-Urbain (simultaneum) : Ungerer Frères (horloger) / Taizé Eric (vitrier) / Link Gebrüder (facteur d'orgues) / Schwartz, Kugler Frères, Rudmann Camille, Mayer Guillaume (sculpteur).

### Puits
- 18 rue Arrière : puits-abreuvoir sculpté en forme de demi-cylindre en grès du 4e quart du XVIIIe siècle.

### Monument aux morts
Monument aux morts en grès avec armoiries du village, dédié aux morts des guerres 1914-1918 et 1939-1945.
Adossé au mur côté nord de l'église.
Ce monument construit en 1923 mentionne 16 morts de personnes natives de Muntzenheim durant la Première Guerre mondiale
17 personnes natives de Muntzenheim sont morts durant la Seconde Guerre mondiale. . Le monument mentionne quant a lui 18 militaires morts (dont 1 doublon(?)) et 7 victimes civiles

### Cimetière
Cimetière en extrémité est du village, datant probablement du 1er quart du XXe siècle, créé afin de remplacer l'ancien cimetière se trouvant autour de l'église (disparu aujourd'hui).
Entouré d'un haut mur en pierres grossières.
Mobilier funéraire du sculpteur Schuller.
Christ en croix en grès rose du 2e quart du XIXe siècle.
Croix en bois teintés noir, ornés d'un « toit » en tôle avec frises et décor floraux du XIXe siècle (pour les personnes plus « simples »).
Photos ici 

### Meule (XIXesiècle)
Vestige d’un ancien moulin à huile qui était en fonction jusqu’à la 2e guerre mondiale dans une ferme de la rue Principale.

### Ancienne gare - chemin de fer
Après avoir remporté la guerre de 1870, l'Allemagne a récupéré l'ensemble du réseau ferroviaire d'Alsace-Lorraine qui composera ainsi les premières lignes de chemin de fer d'Allemagne. Un réseau dense sera alors développé, ayant une fonction aussi bien touristique qu'agricole, industrielle ou commerciale, et adapté aux nouvelles conditions économiques du Reich allemand et contribuant au désenclavement rural.
Le réseau secondaire est alors géré par une collection de « compagnies » ou de « sociétés » à capitaux privés, par des « régies municipales » ou par des « administrations de chemin de fer » pour le compte de collectivités publiques. Chacune possédant une partie du réseau, voire une ligne ou une agglomération dédiée.
La ligne de chemin de fer dite de Colmar-Central à  Marckolsheim qui nous intéresse traversait le Ried, d'abord de Colmar à Horbourg (4,5 km) à partir de 1885, puis prolongée jusqu'à Marckolsheim à partir de 1890 (22.5 km) : soit un trajet Colmar - Horbourg - Wihr en Plaine - Bischwihr - Muntzenheim - Jebsheim - Grussenheim - Elsenheim - Marckolsheim. De là, une liaison vers Strasbourg se faisait par un tramway électrifié.
Elle sera construite à partir de juin 1890 par la KTB (« Kaysersberger Thalbahn » ou « Kein Teil Brauchbar » pour les médisants) puis cédée peu de temps après a la « Kaiserliche General-Direktion der Eisenbahnen in Elsass-Lothringen » (Direction générale impériale des chemins de fer d'Alsace-Lorraine).
Son matériel roulant pour voie métrique (écartement de 1 mètre), faisait de 5 à 7 allers-retours quotidiens, et était composé de « Hagans T37 » et de locomotives bi-cabines.
Le réseau à voie étroite compte 180 km de voies métriques à la veille de la Première Guerre mondiale. À noter qu'alors, sept lignes relient notre réseau à l’Allemagne contre deux seulement à la France...
Pendant l’entre-deux-guerres, de 1918 à la fin de la Seconde Guerre mondiale, l’apparition de la concurrence routière aggrave la gestion déjà difficile des réseaux secondaires et provoque la disparition de beaucoup d’entre eux.
Le réseau Alsace-Lorraine sera transférée a la SNCF en 1938. La reconstruction de l'après-guerre remodèle le réseau vers plus de rationalité. Les petits réseaux indépendants jugés vétustes ou ne répondant plus aux conditions économiques, comme la ligne Colmar-Marckolsheim, en feront les frais.
La ligne est fermée au service marchandises le 31 décembre 1944 puis au service voyageurs le 31 décembre 1945 pour être définitivement fermée en 1950. Elle est déclassée le 12 novembre 1954.
Il faudra attendre la loi d’orientation sur les transports intérieurs (LOTI) qui ouvre en 1982 aux conseils régionaux les possibilités d’organiser les transports ferroviaires régionaux pour connaître le renouveau. La Région Alsace donne naissance en 1985 au Transport Express Régional (TER) – nouveau concept multimodal de transport – et signe sa première convention avec la SNCF, reliant les grandes agglomérations directement entre-elles
L'ancienne gare abrite aujourd'hui le bureau de La Poste au no 12 route de Colmar. Un appentis en bois côté gauche de la gare a été depuis enlevé au profit d'un agrandissement « en dur ».
Le pont à Muntzenheim (même emplacement qu'actuellement) était alors doublé en contrebas pour laisser passer le chemin de fer.
Un système faisait pivoter les rails pour libérer le passage aux péniches sur le canal de Colmar.
Pour les curieux, un panneau explicatif est placé en contrebas du pont au bord du canal à l'emplacement où la ligne traversait le canal.
Il reste encore des traces de cette ancienne ligne visibles à Colmar, rue de la Cavalerie et rue du Pigeon.
Aujourd'hui encore par leur circulation à droite (en "France de l'intérieur", on roule à gauche), les bâtiments à l'architecture caractéristique, les chemins de fer en Alsace laissent transparaître leur histoire.

### Le Canal de Colmar

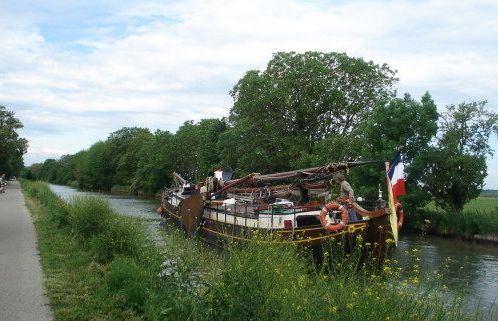
Canal de Colmar à Muntzenheim.

Le Canal de Colmar, inauguré en 1864 sous la pression d'industriels lésés par la déviation du tracé initial du Canal du Rhône au Rhin pour la défense de la forteresse (douves) de Neuf-Brisach par le Génie Militaire, laisse place aujourd'hui à un canal destiné à la plaisance, aboutissant au port de Colmar d'un côté et débouchant au Rhin de l'autre. Il est navigable et ces berges sont dotées d'une piste cyclable sur toute la longueur.
Il délimite la partie nord du village.
Des travaux en cours permettront à terme de rejoindre Strasbourg au nord, et ainsi tout le bassin du Benelux, sans avoir à passer par le Rhin (nécessitant un permis bateau).

### Château
Bien que le petit quartier situé en face de l'actuelle école maternelle s'appelle le Burggarten (jardin du château en français), aucune trace de château n'a été trouvée à Muntzenheim.

## Piste cyclable
Une piste cyclable située le long du Canal de Colmar, permet de rejoindre à vélo soit Colmar vers l'ouest, soit le Rhin vers l'est puis une autre piste qui mène à Strasbourg (le long du canal du Rhône au Rhin) ou à Neuf-Brisach.
Par extension pour les plus courageux, la piste cyclable est connectée à l'Eurovélo15 qui mène au nord à Hoek van Holland aux Pays-Bas (en passant par l'Allemagne) et au sud à Andermatt en Suisse. Comptez tout de même 1 320 km !

## Sentier pédestre
Le "sentier de la fouine" a été mis en service en 1995-2004, cet espace sportif est une boucle de randonnée disposant d'un sol en surface naturelle praticable par tous. Par la variété des différents biotopes jalonnant le parcours, cette sortie offre une possibilité de découverte de la nature le long des vergers locaux, du canal Vauban et du canal de Colmar. Regardez, observez et laissez émerveiller tout au long du parcours par les « Baumgarten », joyau agricole avec ses petites parcelles aux cultures variées : rhubarbe, fraises, asperges, carottes,… le magnifique verger conservatoire exploité par l’association « Homme au Service de la Nature », les anciennes grandes fermes typiques du Ried ou encore le Canal de Colmar avec ses majestueux cygnes, foulques, canards et rats musqués (les plus chanceux pourront aussi observer des martin-pêcheurs)… Le parcours est agrémenté de nombreux panneaux explicatifs.

## Les bus Trace
Cette commune est desservie par les lignes et arrêts suivants :
|    |  | Parcours                                | Arrêts dans la commune |
| -- |  | --------------------------------------- | ---------------------- |
| 24 |  | Grussenheim / Riedwihr – Théâtre - Gare | Muntzenheim Poste      |